# Akrolit
 .
Akrolit (od grčke riječi akros – gornji, i „lithos“ - kamen) je naziv za kip sazdan od dvije ili više vrsta materijala, od kojih je jedan kamen (najčešće se radi o glavi i udovima izrađenim od plemenite vrste kamena poput, primjerice, mramora), dok je drugi uglavnom pozlaćeno ili polikromirano drvo ili pak metal, najčešće bronca (ti materijali najčešće su bili korišteni za prikaz trupa tijela prekrivenog odjećom).
Ova je tehnika bila nešto jeftinija zamjena za hrizelefantinsku, u kojoj je za prikaze udova i draperije bila korištena bjelokost i zlato.
Korištena je već u antičkoj Grčkoj, ali i kasnije, osobito u Rimu, uglavnom za izradu hramskih statua.

## Primjeri
Najslavniji sačuvani primjer statue izrađene u akrolitskoj tehnici svakako je Konstantinov kolos koji se izbvorno nalazio u apsidi Maksencijeve bazilike na rimskom Forumu. 
Ostali poznati primjeri uključuju: Atenu Areiu Platejaca, Antinoja Mondragonea, Heru Farnese, te Augusta, Božicu Romu, Tiberija i Liviju iz Leptis Magne.